# Cerebro de Boltzmann

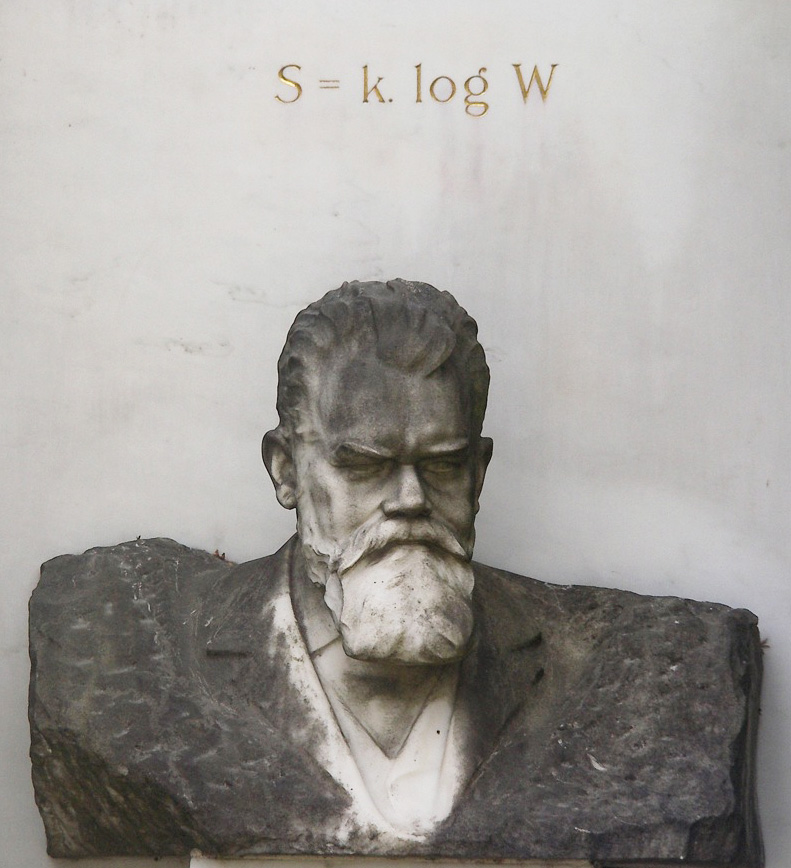
Busto de Ludwig Boltzmann sobre su tumba en Viena. En parte superior, a modo de epitafio, la formulación de la constante matemática que lleva su nombre.

Un Cerebro de Boltzmann es una hipotética entidad consciente de sí misma que se origina debido a fluctuaciones aleatorias surgidas de un estado caótico. El epónimo deriva del nombre del físico austríaco Ludwig Boltzmann. 

## Paradoja del Cerebro de Boltzmann
Se suele hacer referencia a estas entidades en el contexto de la «paradoja del Cerebro de Boltzmann». El concepto surge de la necesidad de explicar por qué observamos tal grado de orden en el universo. Según la segunda ley de la termodinámica, la entropía tiende a incrementarse, así que cabría pensar que el estado más probable del universo sería un estado de alta entropía, casi uniforme y desordenado. Pero, entonces, ¿por qué la entropía que observamos es tan baja?
Boltzmann propuso que nosotros y el universo de baja entropía que observamos somos, en realidad, una fluctuación aleatoria en un universo de mayor entropía. Incluso en un estado cercano al de equilibro existirán fluctuaciones estocásticas en el nivel de entropía: las más comunes serían relativamente pequeñas, y darían lugar a pequeñas cantidades de orden, mientras que otras mayores, con sus mayores niveles de organización asociados, serían relativamente más raras; enormes fluctuaciones serían altísimamente improbables, pero esto puede explicarse por el enorme tamaño del universo y por la idea de que, si somos resultado de una fluctuación, hay un proceso de «selección» implícito: 

Observamos este universo tan improbable porque tal improbabilidad es necesaria para que estemos aquí.

Todo ello conduce al concepto del Cerebro de Boltzmann: si, dadas muchas entidades conscientes de sí mismas, nuestro actual nivel de organización es el resultado de una fluctuación aleatoria, este sería mucho más improbable que un nivel de organización que solo fuera capaz de crear una entidad consciente de sí misma; para cada universo con el nivel de organización que vemos en este, debería haber una cantidad enorme de solitarios cerebros de Boltzmann vagando por entornos desorganizados. Este análisis refuta, pues, el argumento anterior:

La organización que veo es tremendamente mayor de la que es requerida para explicar mi consciencia, y por lo tanto es altamente improbable que yo sea el resultado de una fluctuación estocástica.

En resumidas cuentas, la paradoja consiste en que es más probable que un cerebro se forme aleatoriamente desde el caos con recuerdos falsos sobre su vida que el hecho de que el universo que nos rodee tenga billones de cerebros conscientes de sí mismos.